# アルフレート・リプカ
アルフレート・リプカ（Alfred Lipka, 1931年 - 2010年7月12日）は、チェコ出身のヴィオラ奏者。
ウースチー・ナド・ラベムの生まれ。エアフルト、ヴァイマル、ライプツィヒの各都市でヴァイオリンとヴィオラを学ぶ。1955年にアイゼナハ教会音楽隊のコンサートマスターになったが、1958年から1963年までライプツィヒ放送交響楽団の首席ヴィオラ奏者を務めた。1963年から1975年までシュターツカペレ・ベルリンの首席ヴィオラ奏者を務めた後、1975年から2002年までハンス・アイスラー音楽大学ベルリンの教授として後進の指導に当たった。
ベルリンにて没す。